# William Daniel Phillips
William Daniel Phillips (n. 5 noiembrie 1948, Wilkes-Barre, Pennsylvania, SUA) este un fizician american, laureat al Premiului Nobel pentru Fizică în 1997 împreună cu Steven Chu și Claude Cohen-Tannoudji pentru dezvoltarea metodelor de răcire și captare a atomilor cu ajutorul laserilor.